# Turcja na Letnich Igrzyskach Olimpijskich 1912
Turcję na Letnich Igrzyskach Olimpijskich 1912 reprezentowało dwóch zawodników.

## Reprezentanci

### Lekkoatletyka
- Vahram Papazyan
  - Bieg na 800 m – odpadł w eliminacjach
  - Bieg na 1500 m – odpadł w eliminacjach

- Mığır Mığıryan
  - Pchnięcie kulą – 19. miejsce
  - Pchnięcie kulą oburącz – 7. miejsce
  - Rzut oszczepem – 34. miejsce
  - Pięciobój – 23. miejsce
  - Dziesięciobój – nie ukończył